# Asiosimulium
Asiosimulium is een muggenondergeslacht uit de familie van de kriebelmuggen (Simuliidae). De wetenschappelijke naam van het ondergeslacht is voor het eerst geldig gepubliceerd in 2005 door Takaoka en Choochote.

## Soorten
De volgende soorten zijn bij het geslacht ingedeeld:
- Simulium furvum Takaoka & Srisuka, 2013
- Simulium oblongum Takaoka & Choochote, 2005[1]
- Simulium suchitrae Takaoka, 2010
- Simulium wanchaii Takaoka & Choochote, 2006